# Michel Dumas (hockey sur glace)
Pour les articles homonymes, voir Michel Dumas et Dumas.
Michel Dumas,  (né le 8 juillet 1949 à Saint-Antoine-de-Pontbriand, Québec, Canada) est un joueur canadien de hockey sur glace. Il évoluait au poste de gardien de but.

## Carrière
Dumas joue son hockey junior chez-lui, avec les Canadiens junior de Thetford Mines, de 1966 à 1969. Ignoré par tous les clubs de la Ligue nationale de hockey lors du repêchage amateur, il signe tout de même un premier contrat professionnel à l’automne 1969 avec les Gems de Dayton de la Ligue internationale de hockey. Il se fait rapidement remarquer en remportant avec son club la Coupe Turner lors des séries éliminatoires de 1970. Les Black Hawks de Chicago lui offrent un contrat le 7 octobre 1971 et l’assignent à leur club-école, les Black Hawks de Dallas de la Ligue centrale de hockey. Il poursuit sa progression et remporte 30 victoires à sa première saison au Texas et le championnat de la ligue deux ans plus tard. De 1974 à 1976, il occupe le rôle de gardien substitut chez les Black Hawks, derrière Tony Esposito et Gilles Villemure, jouant dans 8 parties de saison régulière et dans un match des séries éliminatoires. Puis, le 26 décembre 1976, il subit une blessure qui met fin à sa carrière. Contrairement à la croyance populaire, selon laquelle il aurait reçu une rondelle au visage lors d’un match contre les Rockies du Colorado, c’est plutôt lors d’un entraînement matinal de son club qu’il reçoit le lancer d’un coéquipier directement à l’œil droit. Quelques jours plus tard, le verdict tombe : une perte définitive de 90 % de vision de son œil. Dumas tente d’effectuer un retour au jeu lors du camp d’entraînement de 1977, mais se rend à l’évidence que sa carrière est terminée et prend sa retraite. Il demeure toutefois avec l’organisation car la direction des Black Hawks lui offre un emploi de dépisteur avec le club. Lors de la saison 1992-1993, il est promu au poste de recruteur en chef. En 2010, il soulève enfin la Coupe Stanley, lorsque Chicago remporte la série finale face aux Flyers de Philadelphie.

## Vie personnelle
Il est le frère de Maurice Dumas, chroniqueur sportif du quotidien Le Soleil de Québec.
Il demeure toujours dans la région de Thetford Mines, où il possède une résidence.